# Tascia rhabdophora
Tascia rhabdophora là một loài bướm đêm thuộc họ Zygaenidae. Loài này có ở Nam Phi.